# Klaasohm
Klaasohm (Klaasoom) is een variant van het Sinterklaasfeest zoals het op het Duitse waddeneiland Borkum gevierd wordt. Het feest is evenals het Amelandse Sunneklaas omgeven door geheimzinnigheid en wordt afgeschermd van de buitenwereld. Het wordt alleen voor de eigen inwoners gehouden; buitenstaanders worden weliswaar gedoogd als toeschouwer, maar worden verder genegeerd. De eilanders praten niet over Klaasohm met buitenstaanders en er wordt hierover bij voorkeur ook niet naar de buitenwereld toe gepubliceerd. Het doel is hiermee bemoeienis van buitenaf in te perken, de eigen identiteit te behouden en lokale gemeenschapszin te bevorderen.

## Oorsprong en betekenis
Het Klaasohmfeest heeft een Nederlandse oorsprong. Het Duitse Borkum waar het gevierd wordt ligt voor de kust van de provincie Groningen en maakt deel uit van het Duitse Oost-Friesland, een streek in het noordwesten van deelstaat Nedersaksen ten oosten van Groningen, dat in het verleden afwisselend Nederland en Duitsland toebehoord. Zowel het landschap, de taal en de bewoners in Oost-Friesland hebben meer verwantschap met Nederland dan met Duitsland. Zo hebben veel hedendaagse families op het eiland Borkum hun wortels in Nederland en zijn de meest voorkomende achternamen op het eiland Kieviet en Jacobs. De Borkumers werkten in de 17e eeuw ook veel samen met de mensen van de Nederlandse waddeneilanden in de Nederlandse walvisvaart.
Volgens de legende ontstond Klaasohm in de 18e eeuw, tijdens de hoogtijdagen van de walvisvangst. Veel mannen uit Borkum werkten op Amsterdamse schepen en brachten daarop de zomer op de Noordzee door om tegen het einde van de herfst met loon terug te keren naar het eiland. Omdat vrouwen gedurende de afwezigheid van de mannen de leiding over het eiland hadden, zou het Klaasohmfeest ingesteld zijn om de orde te herstellen en de macht terug in handen van de mannen te leggen.
Praktisch gezien dient het feest ter ontmoeting van vrijgezelle jongeren: omdat de jongens in het voorjaar veelal op zee waren en ontmoetingen met vrouwen dus onmogelijk was, werden de ontmoetingen van vrijgezelle jongelingen op het eiland daarom gedurende de sinterklaasperiode georganiseerd: Sint-Nicolaas is beschermheilige van zowel zeelui als van vrijgezellen; gecombineerd met de vruchtbaarheidssymboliek van runderhoorns draagt klaasohm bij aan de waarborging van de continuïteit van de lokale gemeenschap.
Het feest is ook een initiatieritueel waarbij de geselecteerde klaasohms toetreden tot het volwassen leven. Zo moeten de klaasohms een krachtproef afleggen; worden meisjes gevangen om ze vruchtbaarheid toe te dienen middels het beslaan van hun achterwerk met een koehoorn; en worden moeders en kleine kinderen door klaasohms geknuffeld. Aan het eind van de initiatie maken de klaasohms een zogenaamde vreugdesprong door van een zuil het publiek in te duiken: het teken dat de jongens volwassen zijn geworden en een gezin kunnen gaan stichten.

## Scenario
Bij het naderen van Sinterklaas, wordt jaarlijks door de Borkumers aan hun kinderen de legende van Klaasohm verteld. Hoe ze hem bij de Grote Kaap opgraven en hoe hij het eiland inneemt en naar het dorp komt:

In het lichte duingras laat Klaasohm de zee achter zich. Een jaar lang heeft hij langs de kustlijn gelopen, rust gezocht in de ondergelopen boerderijen. Maar nu is het zijn dag. Hij trekt zich uit het zand omhoog, schudt zijn gevederde hoofd, steekt zijn meterslange hoorns in het middaggrijs. Westenwind komt over de Grote Kaap. Het bakstenen zeebaken fonkelt rood als Klaasohm overvallen wordt door onrust. Woede. Dan begint hij te lopen.
— Borkumer legende

In de ochtend van 5 december is het stil op straat en groeten mensen elkaar met Moijen Klaasohm. 's Middags begint het geluid van koehoorns, het teken dat Klaasohm arriveert. De inwoners verzamelen zich bij het station, waar ook de op voorhand geselecteerde zeven onherkenbaar vermomde vrijgezelle jongens arriveren om de rol van Klaasohm in te nemen. Om vijf uur gaan deze vermomde figuren met de mannen uit het dorp van ten minste zestien jaar de plaatselijke loods van de spoorwegen in. De rest moet buiten wachten.
De voorzitter van de plaatselijke vereniging stelt in de loods de zeven geselecteerde vrijgezelle jongemannen voor aan de aanwezigen. Een van hen wordt het zogenaamde Wiefke. De zes andere Klaasohms leggen een krachtproef af, wat de hiërarchie tussen hen bepaalt. Het is formeel geheim wat deze krachtproef inhoudt, maar er wordt gesuggereerd dat het een mix van sumo en judo is. Fotografie is verboden en geen man zal er ooit iets over zeggen, zelfs niet tegen zijn (toekomstige) echtgenote.
Na de krachtproef worden de klaasohms gekleed in hun karakteristieke kostuums: zwarte laarzen, witte broeken en witte kielen afgezet met rode banden. Dit gaat samen met enorme zware helmen, bekleed met schapenvacht en meeuwenvleugels, hoorns en rode nezen. Het masker is ook bekleed met schapenvacht en heeft weliswaar twee ooggaten, maar veel kan de drager niet zien. Het kostuum gaat vergezeld van een koehoorn. Degene die tot Wiefke is aangewezen draagt rode of witte gympen met rode sokken, een witte kanten broek, een rode bloes en witte schort, eveneens afgezet met rode banden. Zijn masker is half hond half wild zwijn. Het Wiefke heeft geen koehoorn maar een bel. Elke klaasohm krijgt een zogenaamde bijloper toegewezen, omdat zij door het beperkte zicht en gewicht van hun kostuum moeilijk alleen kunnen voortbewegen. Ook vangers worden gekozen, die later op de dag helpen bij het opjagen van geschikte vrijgezelle dorpsmeisjes van veertien jaar en ouder. De bijlopers en vangers dragen een grijs shirt en een zwart hoofddeksel.
De groep komt ongeveer een uur later naar buiten onder het lawaai van koehoorns en bellen van het buiten wachtende publiek. De groep wordt aangevoerd door het Wiefke, gevolgd door de twee hoogst in hiërarchie gestegen klaasohms, hun bijlopers en de vangers. De ene bijloper draagt een zak met moppen en de ander peperkoek (Lebkuchen). Hierop volgen de overige vier klaasohms met hun bijlopers die zakken met honingkoek (moppen) hebben. 
De Klaasohms bezoeken vervolgens de huizen en cafés in het dorp. Het Wiefke kondigt met een klingelende bel de komst van de groep aan. De klaasohms dansen met volwassen mannen. Moeders, kinderen en bejaarden worden geknuffeld en krijgen honingkoek. Vrijgezelle veertienjarige en oudere dorpsmeisjes worden door de vangers achterna gezeten en naar het Wiefke gedreven. Wanneer ze door het Wiefke gepakt worden, worden ze gedwongen te bukken, om vier klappen met de koehoorn op hun achterwerk  te krijgen en vervolgens peperkoek te ontvangen.
Rond acht uur 's avonds krijgen de klaasohms de gelegenheid zich even terug te trekken en tot rust te komen. Om tien uur verzamelt de menigte zich bij een vier meter hoge reclamezuil in het centrum. De zeven hoofdrolspelers klimmen daar op de zuil, vanwaar ze een voor een het publiek in stagediven. Dit markeert het einde van het feest.